# Centro de Ciencias Ambientales EULA
El Centro de Ciencias Ambientales EULA-Chile, fundado en 1990 en la Universidad de Concepción, es pionero en investigación ambiental en Chile y Latinoamérica. Su creación fue impulsada por el Proyecto EULA (1989-1993), liderado por Óscar Parra Barrientos y un equipo binacional de investigadores chilenos e italianos. Este proyecto se centró en la cuenca del río Biobío, estableciendo el sistema fluvial más estudiado del país.

## Principales Aportes
1. Investigación interdisciplinaria:
El Centro coordina estudios en tres áreas clave: sistemas acuáticos, ingeniería ambiental y planificación territorial.
Ha desarrollado proyectos emblemáticos como el Plan Estratégico Regional para el Biobío y el Plan de Recuperación del Lago Lanalhue (PRELA).
2. Formación académica:
Inició el Programa de Doctorado en Ciencias Ambientales en 1989 y creó la carrera de Ingeniería Ambiental en 2005.
En 2012, se estableció la Facultad de Ciencias Ambientales, consolidando su impacto académico.
3.Transferencia tecnológica y asesorías:
Promueve la vinculación con organismos gubernamentales y privados mediante asesorías, capacitación profesional y divulgación científica.
Cuenta con laboratorios acreditados, como el laboratorio de Geomática y el laboratorio de Biosensores.
4.  Colaboración internacional:
Participa en redes globales como la Cátedra UNESCO sobre manejo de recursos naturales y planificación territorial.
Fue clave en la creación del Centro de Investigación en Ecosistemas de la Patagonia (CIEP).

### Impacto
El Centro EULA ha sido fundamental para instalar una cultura científica interdisciplinaria en Chile, contribuyendo al desarrollo sostenible mediante estudios ambientales, formación de especialistas y políticas públicas. Su trabajo ha influido directamente en la gestión hídrica, cambio climático y conservación del suelo a nivel nacional e internacional.